# 賈斯珀鎮區 (密蘇里州歐扎克縣)
賈斯珀鎮區（英語：Jasper Township）是位於美國密蘇里州歐扎克縣的一個行政鎮區。

## 地方資料
賈斯珀鎮區的面積為78.75平方千米，當中陸地面積為70.86平方千米，而水域面積為7.89平方千米。根據2020年美國人口普查的數據，當地共有人口520人，而人口密度為每平方千米6.6人。